# دارکسایدرز ۳
«دارکسایدرز ۳» (انگلیسی: Darksiders III) یک بازی ویدئویی در سبک هک اند اسلش
بازی اکشن-ماجراجویی است که توسط تی‌اچ‌کیو و در سال ۲۰۱۸ و در پلت‌فرم‌های رایانه شخصی، پلی‌استیشن ۴، و اکس‌باکس وان منتشر شده‌است.